# Parc national de la rivière souterraine de Puerto Princesa
Le parc national de la rivière souterraine de Puerto Princesa est situé à environ 50 km au nord de la ville de Puerto Princesa, dans la province de Palawan aux Philippines, dans la chaîne de montagnes Saint-Paul, sur la côte nord de l'île. 
Le parc est sur la liste du patrimoine mondial de l'UNESCO depuis le 4 décembre 1999 et également classé en site Ramsar depuis le 30 juin 2012.

## Géographie
Au nord se situe la baie Saint-Paul, à l'est le fleuve Babuyan.
L'entrée à la rivière souterraine est à une courte randonnée du village de Sabang, dans la commune de Cabayugan.
On y trouve un paysage karstique calcaire montagneux. 
La cavité souterraine principale mesure plus de 24 kilomètres de développement. La rivière elle-même mesure 8,2 kilomètres, coulant dans une caverne avant de se jeter dans la mer de Chine méridionale. On y voit beaucoup de stalactites et stalagmites dans plusieurs grandes salles. Les derniers kilomètres sont influencés par les marées.

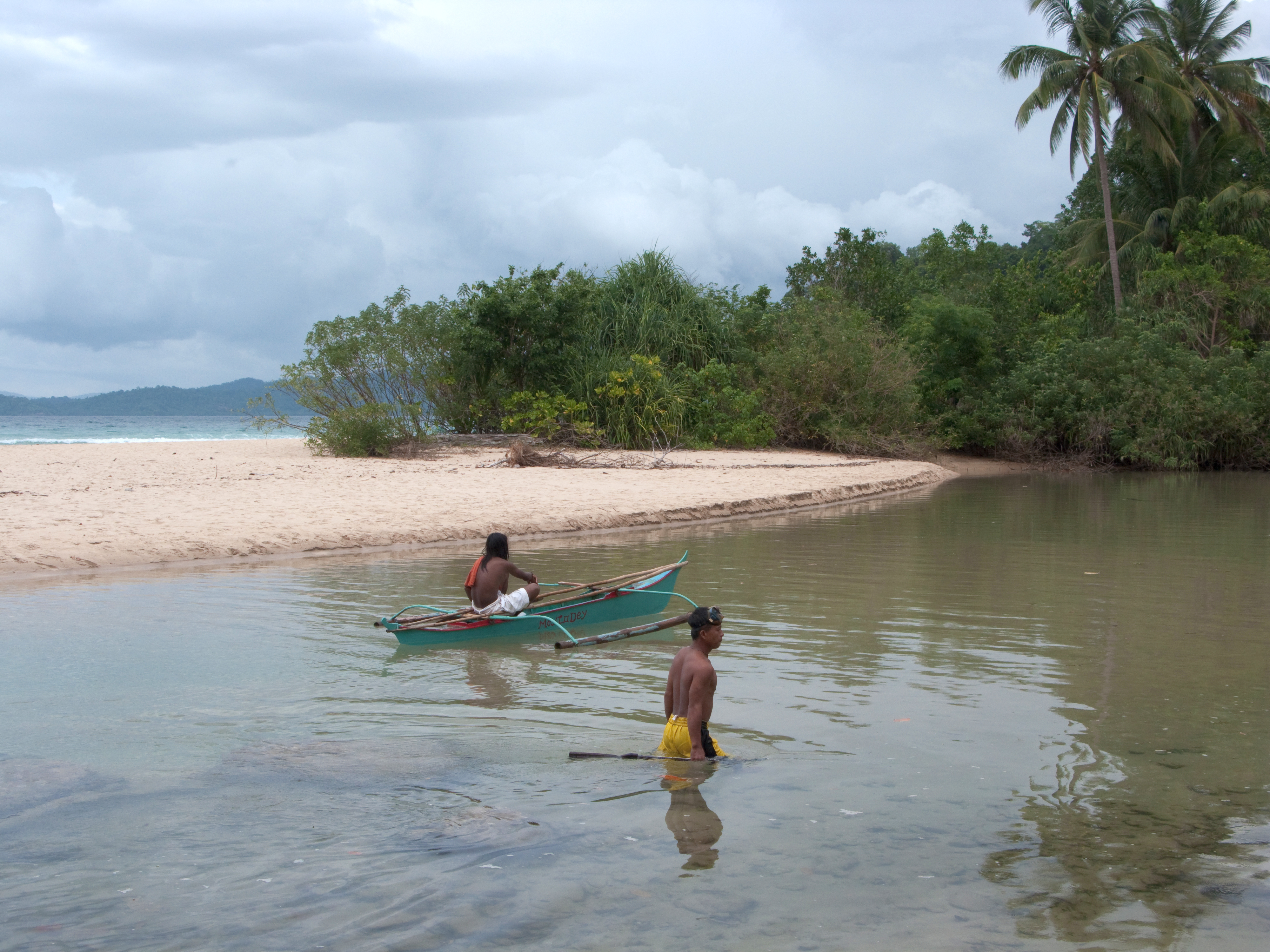
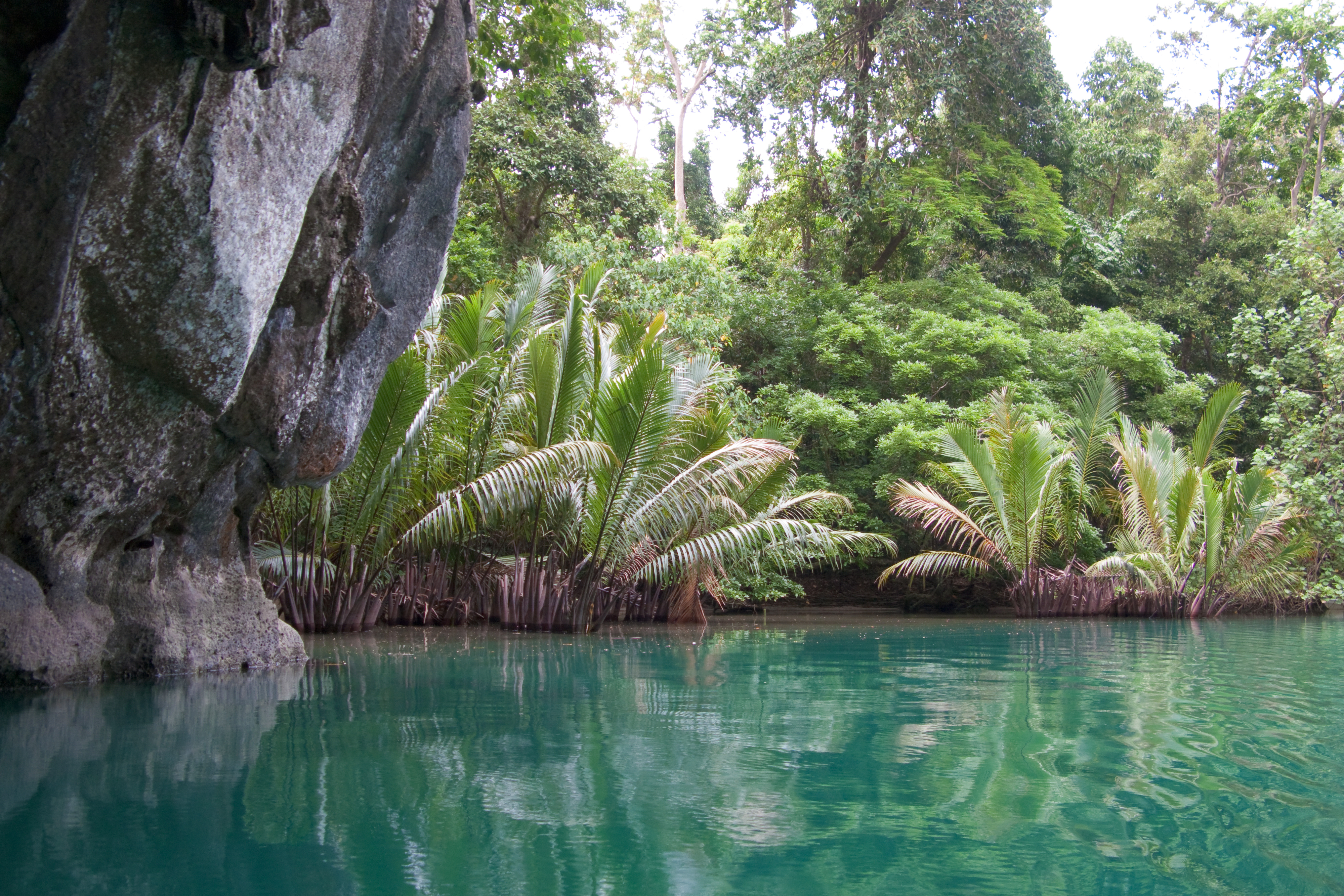
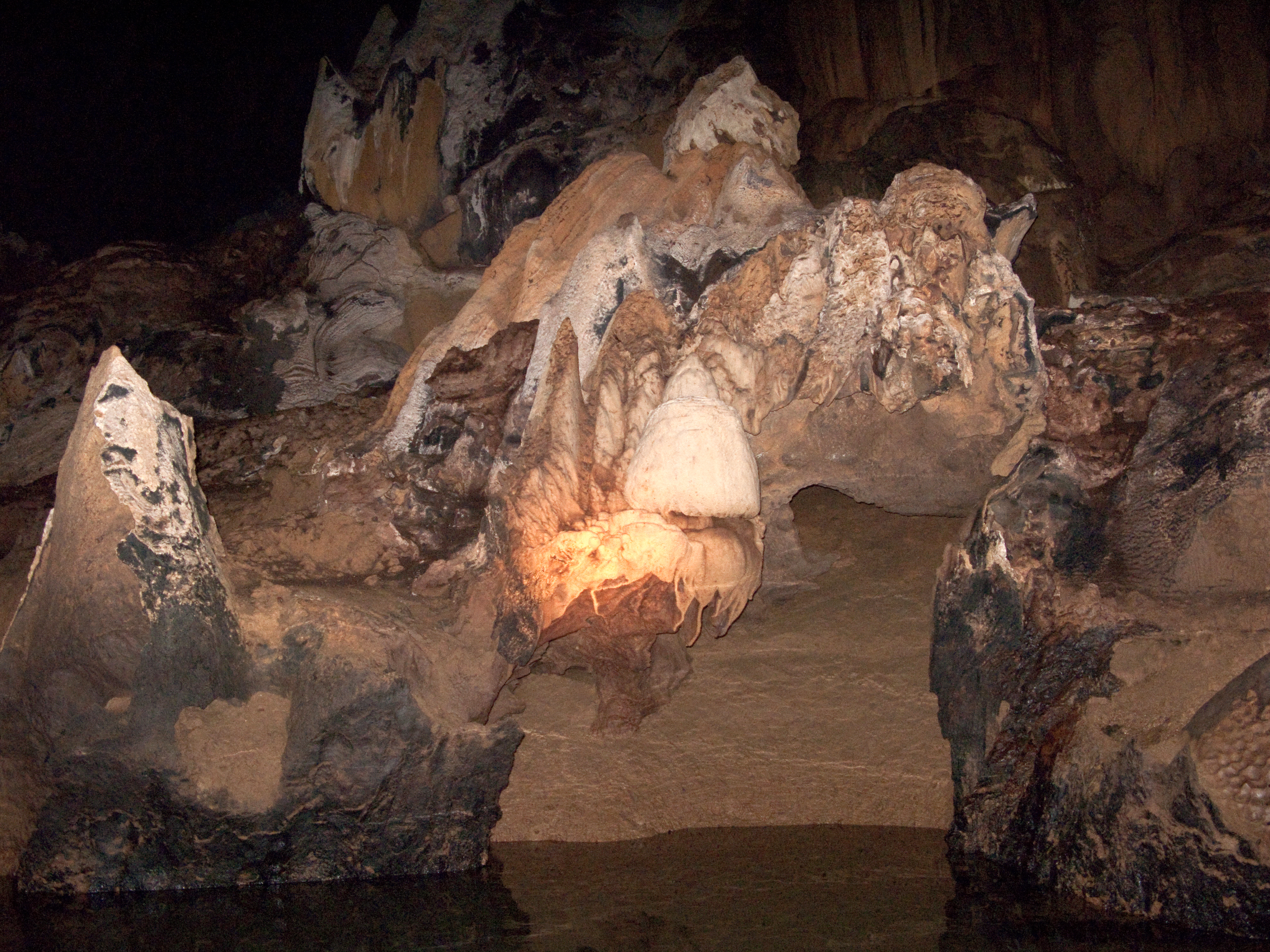

## Historique
La ville de Puerto Princesa s'occupe du parc depuis 1992.